# 후나코시촌 (니가타현)
후나코시촌(船越村)은 니가타현 니시칸바라군에 설치되었던 촌이다.